# Barbara Balzerani
Barbara Balzerani   (Colleferro, 16 de gener de 1949 - Roma, 4 de març de 2024) fou una activista política i escriptora comunista italiana, membre de les Brigades Roges.

## Biografia

### Les Brigades Roges i els anys de plom (1975-1985)
Fou dirigent de la columna romana de les Brigades Roges, a les que s'hi adherí el 1975, formant part de nombrosos homicidis, com el de Girolamo Minervini i els escortes d'Aldo Moro a la Via Fani. Durant el segrest d'Aldo Moro ocupà, conjuntament amb Mario Moretti, amb el que en aquella època s'hi trobava sentimentalment vinculada, la principal base operativa brigadista, a Via Gradoli, 96, de Roma.
L'apartament fou llogat durant tres anys, sota un nom fals, a l'enginyer Mario Borghi, que era realment Mario Moretti, conegut a l'entorn per ser «un tipus tranquil i reservat». La base es descobrí a mig matí del 18 d'abril de 1978, quan un condomini de l'edifici informà d'una pèrdua d'aigua que amenaçava d'inundar el seu apartament, i el lampista descobrí que la filtració estava sent causada per l'apartament del pis de dalt. Els bombers trencaren la porta i descobriren que la dutxa del bany quedà oberta i estava especialment disposada de manera que el doll d'aigua provoqués una inundació al pis de sota.
Ni Balzerani ni Moretti foren presents a la base brigadista en el moment de la intervenció dels bombers, havent deixat l'apartament a la matinada, i escapant així de la detenció. Sobre el descobriment de la base on tingueren a Moro segrestat, Moretti digué poc després: «no hi cap misteri. Barbara, al matí, està generalment molt confusa i amb poca vista. Probablement, es deixà la dutxa oberta. Coses que passen».
L'any 1981 participà en el segrest del general de l'OTAN James Lee Dozier. Després de la detenció de Mario Moretti, succeïda aquell mateix any, intentà sense èxit gestionar la divisió de l'organització, i acabà liderant la facció de les Brigades Roges - Partit Comunista Combatent, mentre l'altra ala, anomenada Brigades Roges - Partit Guerrilla fou capitanejada per Giovanni Senzani.

### Detenció i èxits judicials
Després del declivi i la crisi de les Brigades Roges, Balzerani fou una de les darreres militants arrestades, el 19 de juny de 1985, conjuntament amb Gianni Pelosi. En el moment de la detenció tenia en possessió una pistola calibre 9. Aquest període, abans de la detenció, se'l coneix com la "Primavera Roja" de les Brigades Roges. Sobre la captura de Balzerani, molts periòdics de l'època, publicaren la notícia que l'activista fou sorpresa per agents de paisà en un autobús d'Ostia, seguint una trucada realitzada a la policia per una clienta d'un restaurant que la reconegué. Aquesta notícia, però, desperta escepticisme entre molts experts de l'antiterrorisme, des del moment que els caràcters físics de Balzerani canviaren considerablement comparat amb aquells registrats en fotografies.
A la presó, reivindicà l'homicidi de l'ex-batlle de Florència, Lando Conti, comès per les Brigades Roges. Fou condemnada a cadena perpètua. Tècnicament, Balzerani mai no s'ha declarat penedida o dissociada, almenys no d'acord amb els camins seguits per altres antics membres de l'organització com Adriana Faranda, Valerio Morucci o Alberto Franceschini. No obstant això, després d'haver expressat repetidament una actitud crítica cap a la història de la lluita armada, no es pot situar entre els "irreductibles", pròpiament dit.
L'any 1987, conjuntament amb els altres líders històrics de les Brigades Roges, Renato Curcio i Mario Moretti, participà en una entrevista televisiva concedida al periodista de la Rai Ennio Remondino, en la qual els tres ex-brigadistes coincidiren a manifestar conclosa l'experiència de la lluita armada a Itàlia des del punt de vista dels canvis en el teixit social en què s'havien traslladat deu anys abans, i ratificaren formalment la rendició definitiva de la Brigades Roges i l'abandonament de la lluita armada. L'any 1993 declarà sentir «un profund malestar per aquells afectats pels danys d'aquells fets i que continuen sent ofesos en tots els aspectes públics d'aquells que, com jo, els han fet i els declaren responsables». El 2003 també declarà que no reconegué cap continuïtat en la represa de les activitats de les anomenades Noves Brigades Roges, i definí l'elecció de la lluita armada i la clandestinitat "absolutament impracticable" en el context actual.
El 12 de desembre de 2006 li concediren la llibertat condicional. L'any 2011, fou posada definitivament en llibertat, havent complert la condemna (segons els dictats de la llei Gozzini). Actualment, treballa per a una cooperativa d'informàtica, així com dedicar-se des de fa molts anys a la literatura. El gener de 2018 suscita la polèmica per una declaració publicada a la xarxa social de facebook amb relació a l'aniversari de l'atemptat de Via Fani: «chi mi ospita oltre confine per i fasti del 40nnale?» ("qui m'allotja confinada una altra vegada per les glòries dels 40?").

## Obres escrites
- Compagna luna (Feltrinelli, 1998).
- La sirena delle cinque (Il Grandevetro-Jaca Book, 2003)
- Perché io, perché non tu (DeriveApprodi, 2009), prefaci d'Erri De Luca.
- Cronaca di un'attesa (DeriveApprodi, 2011)
- Lascia che il mare entri (DeriveApprodi, 2014)
- L'ho sempre saputo (DeriveApprodi, 2017), traduït al català com a Sempre ho he sabut (Tigre de paper edicions, 2018)[12]